# Marcus Mouse
Marcus Mouse est un personnage de l'univers de Mickey Mouse créé par Floyd Gottfredson pour le Journal de Mickey. C'est le fils de Marshall et Matilda Mouse ainsi que[pas clair] Mickey Mouse. 
Il apparaît dans l'histoire Mickey contre Ratino : Minnie en danger ! (Mr. Slicker and the Egg Robbers) publiée entre le 22 septembre et le 26 décembre 1930. Sa femme n'est pas nommée, lui exerce le métier de fermier. Le personnage ne fut plus jamais utilisé par la suite.